# Ballymahon
Ballymahon (irisch Baile Uí Mhatháin) am River Inny ist eine Landstadt im Süden des County Longford in der Republik Irland. Sie liegt ungefähr 22 km westlich von der Bezirkshauptstadt Longford Town entfernt.

## Lage
Der River Inny, ein Nebenfluss des Shannon fließt vom Lough Derravaragh in westlicher Richtung durch Ballymahon zum Lough Ree und mündet dort in den Shannon. Der 146 km lange Royal Canal, der vor einiger Zeit wiederhergestellt wurde und Dublin mit dem Shannon verbindet, hat ebenfalls eine Verbindung zur Stadt.

## Geschichte
Der Name Ballymahon leitet sich vom gälischen Baile Mathuna („Mahons Stadt“) her. Mahon (Mathgamain mac Cennétig) war ein irischer Clanchef, älterer Bruder von Brian Boru, der um 960 in der Nähe von Ballymahon am Sruaith Fhuil („Fluss des Blutes“) eine Schlacht schlug, in der O’Rourke of Cavan von Brefni gegen Mahon unterlag.

## Sehenswürdigkeiten
- St. Catherine's Church, erbaut 1800, ist mit ihrem Spitzturm ein Blickpunkt der Stadt.
- Ballymahon Mill, erbaut 1839, jetzt als Wohnhaus restauriert, liegt am südlichen Stadtrand an der River-Inny-Brücke.
- St. Matthew’s Church, erbaut 1906 im gotischen Stil, liegt im Nordwesten der Stadt.
- Weitere Baudenkmäler sind Newcastle House (erbaut von 1710 bis 1860), Castlecore House (erbaut von 1740 bis 1765), Ledwithstown House (1746), die Bank of Ireland (1869) und der Convent of Mercy (1882).

## Kultur und Sport
Der Schriftsteller Oliver Goldsmith wurde am 10. November 1728 in einer kleinen Nachbargemeinde geboren, sein Standbild steht auf der Hauptstraße von Ballymahon. Der Music-Hall-Star Gertie Gitana hatte in den frühen Zwanzigerjahren des letzten Jahrhunderts einen Nostalgie-Hit mit „There’s a cottage in Ballymahone“.
In der Stadt gibt es das Bog Lane Theatre, den Gaelic Athletic Association Gaelic Football Club, den Fußballverein Soccer Club Ballymahon AFC und den Inny Kayak Club. Dieser Club organisiert Bootsfahrten auf dem River Inny, der auch ein beliebtes Angelrevier auf Forellen ist.